# Chemins de fer de la Corse (azienda)
La Chemins de fer de la Corse (CFC, Camini di Ferru di Corsica in lingua corsa) è una società a capitale misto (in francese, Société anonyme d'economie mixte in corso, Sucietà anonima di l'ecunumia mista) istituita dalla Collectivité territoriale de Corse per l'esercizio della rete ferroviaria della Corsica.

## Storia
Tra il 1983 e il 2011, la rete ferroviaria della Corsica fu esercita dalla Société nationale des chemins de fer français (SNCF) all'inizio grazie al conferimento diretto da parte dello stato francese, in seguito dopo aver vinto il bando di gara emanato dalla Collectivité territoriale de Corse (CTC). In precedenza, le linee corse erano state gestite da società ferroviarie francesi a capitale privato.
La denominazione Chemin de fer de la Corse fu dapprima utilizzata per indicare il servizio della SNCF il quale, durante gli anni 2000, fu ribattezzato TER Corse. In seguito, l'indicazione rimase un semplice marchio ad uso della CTC.
Nel 2011, al termine del periodo di assegnazione, la SNCF fece capire alla CTC di non essere interessata alla prosecuzione dell'esercizio, per cui la Collectivité decise di non effettuare alcuna nuova gara e di istituire una Société d'economie mixte che rilevasse la gestione delle linee ferroviarie.
La società prese il nome di Chemin de fer de la Corse e fu istituita nelle ultime settimane dell'anno con l'apporto del 55% del capitale da parte della CTC e del 15% da parte della SNCF. Assunse l'esercizio della rete ferroviaria il 1º gennaio 2012.

## Materiale rotabile
La società ha ereditato il materiale rotabile facente parte della branca corsa della SNCF alla fine del 2011: ventitré automotrici e cinque rimorchiate. Queste ultime sono vecchie automotrici demotorizzate ex Billard & Cie.
Le ventitré automotrici sono così composte:
- tre Renault X 200-ABH8;
- quattro Garnero X 2000;
- due CFD X 5000;
- sette automotrici Soulé X 97050;
- sette automotrici AMG 800 CFD[7].

## Consiglio d'amministrazione
Il consiglio d'amministrazione è formato da diciotto membri ai quali si aggiunge il Prefetto in qualità di osservatore data la sua autorità in materia di sicurezza ferroviaria. La metà del consiglio è eletta dall'assemblea della CTC, mentre tre membri sono nominati dalla SNCF. Un seggio ciascuno spetta ai dipartimenti di Alta Corsica e di Corsica del Sud, alle Communauté d'agglomération di Bastia ed Ajaccio e alle camere di commercio di queste due città.